# Nuestra pandilla (novela)
Nuestra pandilla (Our Gang) es una novela de 1971 escrita por el autor estadounidense Philip Roth. La novela es una sátira política y está escrita como un drama de armario (para ser leída en vez de ser puesta en escena). El argumento se centra en el personaje «Trick E. Dixon», una caricatura literaria del entonces presidente Richard Nixon y se desarrolla a partir de un discurso que este dio en contra del aborto en 1971. En España fue publicada por la editorial Mondadori en 2008 con traducción de Jordi Fibla.

## Resumen del argumento
La novela comienza con Dixon conversando con un ciudadano que está preocupado por la masacre de 22 campesinos vietnamitas en la villa de My Lai. El ciudadano cree que es posible que el teniente William Calley haya realizado un aborto al haber matado a una mujer embarazada. Dixon, usando sus habilidades como abogado, defiende a Calley, argumentando que es posible que el estado de embarazo de la mujer no fuera visible o que tal vez el teniente no se pudo comunicar con la mujer debido a la barrera del lenguaje. Asimismo, no descarta que la mujer le haya pedido un aborto al teniente. El ciudadano le responde que también es posible que Calley haya realizado el aborto contra la voluntad de la mujer, por lo que Dixon termina la discusión diciendo que lo que han hablado es completamente hipotético y que no hay evidencia de que haya muerto una mujer embarazada en la masacre.
Posteriormente, Tricky realiza una rueda de prensa en la que hace pública su intención de extender el derecho al voto a los bebés que todavía están en el vientre materno. También responde preguntas de varios reporteros con nombres que describen sus personalidades: el señor Lameculos, el señor Osado, el señor Respetuoso, la señorita Encantadora, el señor Astuto y el señor Práctico. 
Después de la conferencia de prensa, la novela pasa a una reunión del gabinete. Las declaraciones de Dixon provocaron la ira de los boy scouts quienes dicen que Dixon promueve la fornicación y marchan por las calles de Washington D. C.. Entre los presentes en la reunión están el Entrenador Altanero (Highbrow coach, una parodia de Henry Kissinger), el Entrenador Jurídico y el Entrenador Espiritual. El gabinete decide usar la fuerza militar para detener a los scouts y crean un complot para inculpar al beisbolista Curt Flood de haber incitado la rebelión de estos. Debido a que Flood había emigrado a Dinamarca, Dixon decide invadir ese país y lanza un ataque nuclear sobre Copenhague. 
Dixon se somete a una cirugía para remover la glándula sudorípara de su labio superior. Sin embargo, mientras se recupera es asesinado al ser colocado dentro de una bolsa transparente llena de agua. Su cuerpo es descubierto en posición fetal. El vicepresidente Cómo-se-llame (una parodia de Spiro Agnew) asume la presidencia. La novela termina con Tricky en el infierno, en una campaña contra Satanás por el puesto de Diablo.